# تازة كند (نازلو)
تازة كند هي قرية في مقاطعة أرومية، إيران. عدد سكان هذه القرية هو 112 في سنة 2006.